# Vasily Sadovnikov

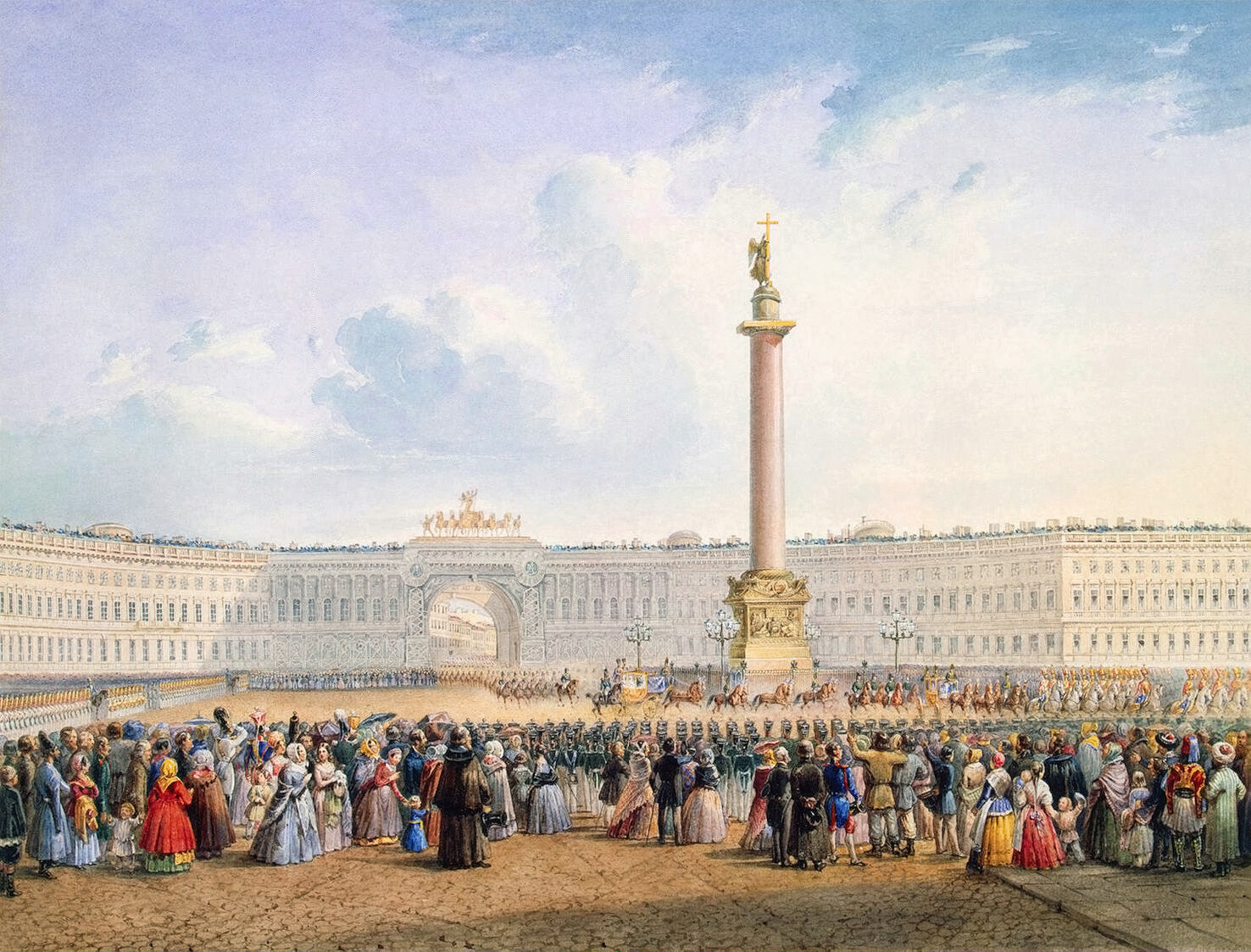
Acuarela de la Plaza del Palacio, San Petersburgo (c. 1847), ahora en el Museo del Hermitage.

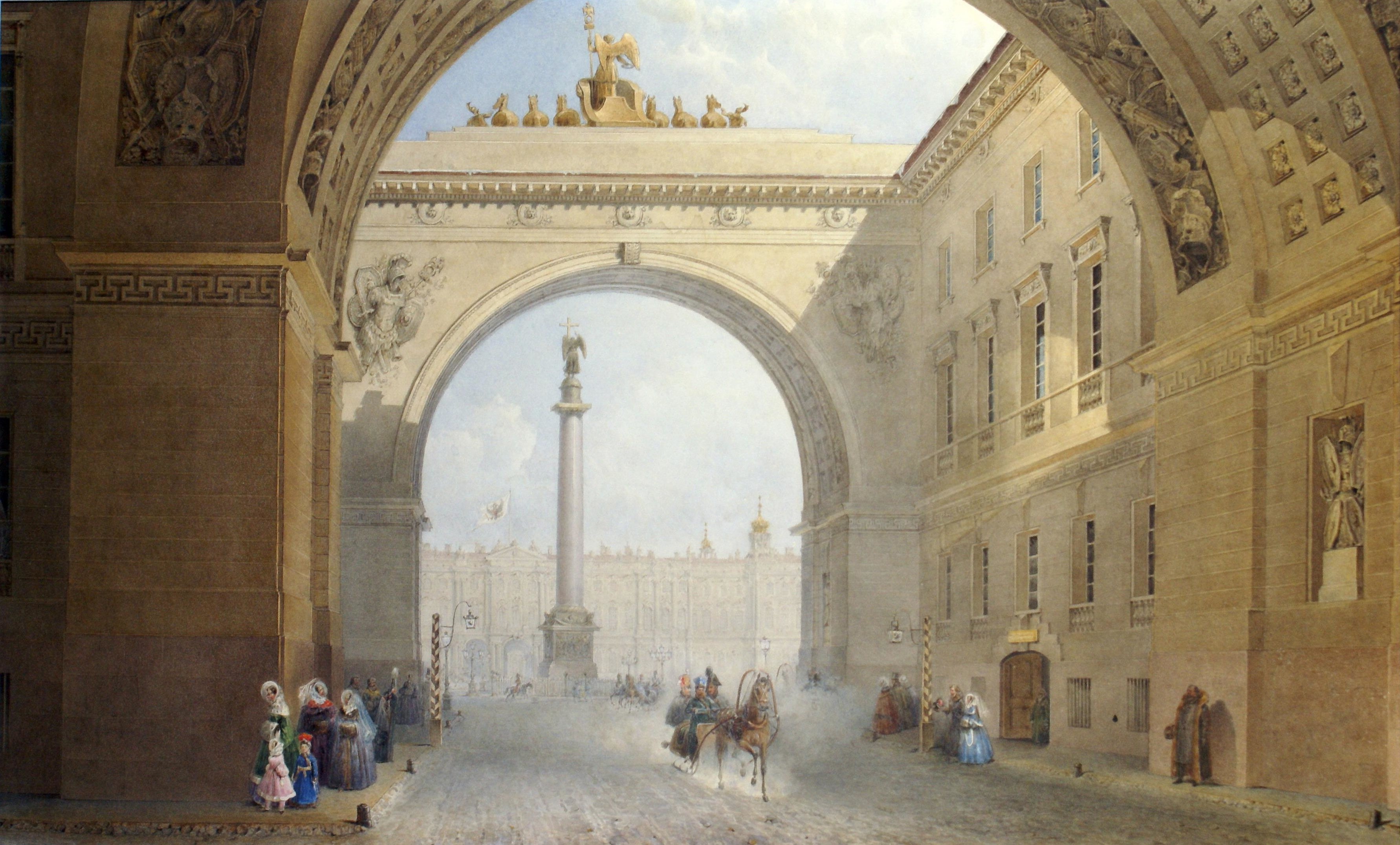
Acuarela del arco del Edificio del Estado Mayor, San Petersburgo

Vasily Semyonovich Sadovnikov (en ruso: Василий Семёнович Садовников) (28 de diciembre de 1800 - 10 de marzo de 1879) fue un pintor ruso, y un maestro de la perspectiva en la pintura rusa.

## Biografía
Vasily Semenovich Sadovnikov nació en 1800 en San Petersburgo en la familia de un siervo que pertenecía a la Princesa N. P. Golitsyna. Obtuvo la libertad en 1838, después de la muerte de ella, cuando ya era un artista bien conocido.
El hermano de Vasily, Pyotr Sadovnikov, era el arquitecto de las familias Stróganov y Golitsin. Empezó su formación profesional con Andrey Voronikhin, y subsiguientemente se convirtió en miembro de la Academia de las Artes de San Peterburgo (1849). Vasily Sadovnikov también aprendió su oficio en el estudio de Voronikhin, donde entró en contacto con los pintores Maxim Vorobiev y Alexey Venetsianov, quienes no solo ayudaron al dotado joven profesionalmente sino que tomaron parte activa en su liberación. Sadovnikov pintó principalmente "vistas" (vedute), pero estas vistas están siempre habitadas por vivas escenas, que caracterizan el artista no solo como paisajista sino como maestro costumbrista.
Sus vistas de San Petersburgo y sus suburbios entre 1830 y 1850 e interiores de sus palacios, encargados por la corte real y otros altos mecenas, son sus obras más conocidas. El Panorama de la Avenida Nevsky (1830-1850) de Sadovnikov, que tenía 16 metros de largo, fue posteriormente grabado y ampliamente publicitado.
Murió en 1879 en San Petersburgo y fue enterrado en el Cementerio Mitrofanyevskoe (ahora cerrado).